# Tartaramusa
La tartaramusa es un viejo juego escolar chileno de origen desconocido, pero jugado a lo largo y ancho del país tanto en colegios como en barrios (sobre todo por la generación anterior). En Arica, solía conocerse como "cucurumeme". Solía estar prohibido en los colegios y generalmente se jugaba en sectores escondidos fuera de los ojos de inspectores, por la violencia asociada. Es muy recordado por la generación de adolescentes entre los años 80 y 90 como uno de los juegos grupales más entretenidos. Era jugado principalmente entre varones, pero también una minoría de niñas.

## Integrantes
- Se necesitan 4 personas como mínimo. Es ideal jugarlo por lo menos entre 6.
- Una persona, quien dirige el juego, es llamada "Palo". Este palo de preferencia debe ser un gran conocedor del juego, sus reglas, y en general una persona de gran humor y sarcasmo de forma que el juego sea entretenido. El Palo debe también encargarse de que la violencia ejercida sea moderada y nadie resulte lesionado.
- Una persona es el "Burro", quien es el desafortunado de turno.
- Los demás participan en las pruebas, y si caen en las trampas que tienen pasan a ocupar el lugar del burro.

## Posición inicial
- El palo debe colocar la cabeza del burro mirando hacia abajo entre sus piernas. Los participantes se ubican alrededor del burro.

## Canción principal
- A la tartaramusa, cuchillitos, tenedores, cucharitas, cucharones, ¡¡pica la pulguita, sí, señores!!
- Durante la canción, se adopta la posición normal y los participantes golpean suavemente con la yema de los dedos la espalda del burro.
- En la parte "pica la pulguita, sí, señores", los participantes pellizcan al burro como si fueran pulgas, y solo mientras dure la frase.
- Luego de esta canción, el palo anuncia la siguiente prueba.

Otra variante de la canción utilizado en la zona de Concepción y alrededores decía así: "A la tartaramusa, que siga la musa, cuchillito, tenedores, aji verde, perejil" y luego el palo nombraba el juego.

## Pruebas
- Existen múltiples pruebas para este juego.

## La momia
Este se hace cuando comienza el juego y la persona es el primer burro. Por ser el primer burro no se le hacen juegos en que el burro corra peligro, en vez de eso "el palo" con el primer burro hacen cosas para probar al resto de los participantes y escoger al desafortunado burro. El juego consiste en que todos los participantes se tiran de espaldas en el suelo con los brazos a los lados. Luego viene el palo con el burro, levantando a cada participante desde los pies y hombros, entre tanto el participante debe hacer lo posible por mantenerse estático en la posición inicial al ser levantado. El primer participante que se dobla será el nuevo burro desafortunado.

## El burro
El palo en medio del juego puede súbitamente darle órdenes al burro para golpear a los jugadores. Tiene 2 modalidades:
"Patea el burro": Esto consiste en que el burro sin dejar de estar bajo las piernas del palo, comienza a patear a los jugadores, quienes tienen que resistir las patadas que este propina, sin alejarse ni moverse de la posición en que estos están, de lo contrario quien rompe esta regla es designado como el nuevo burro. Adicionalmente el Palo, puede castigar al Burro mediante la expresión "Patear al Burro", lo cual autoriza a los participantes a pegarle al burro, que sigue bajo las piernas del Palo. Suele usarse cuando el Burro no sigue las indicaciones o es poco colaborativo.
"Burro suelto": Aquí el burro tiene permiso para salir de las piernas del Palo y patear a discreción a los jugadores, quienes están autorizados para arrancar del Burro que tiene derecho a patear a quien quiera. Generalmente el Burro suele vengarse del jugador que más castigo le ha propinado durante el juego. Si el Palo en medio del desbande del Burro grita "Patear al Burro", este debe volver inmediatamente a las piernas del Palo para así evitar que los jugadores lo pateen.

## Carnicería humana
El palo al decir esta frase, autoriza a los jugadores a castigar al Burro, mediante un arsenal de castigos asociados a distintos nombres de cortes de carne. Los jugadores se ponen en fila y uno a uno ejecuta el castigo que este desee, no sin antes decir ante todos cual elegirá. Los castigos pueden ser:
"Costillar": Aquí el jugador con ambas manos y al mismo tiempo le pega con ambas manos en las costillas del Burro.
"Chuleta": El jugador le pega una patada al Burro.
"Alita": El jugador extiende un brazo del Burro y le pega un golpe en el brazo.
"Longaniza": El jugador suele meter la mano debajo de las piernas del Burro hasta la altura de la ingle y efectúa un fuerte tirón con el objeto de levantar al Burro, quien nunca deja de estar bajo las piernas del Palo.
"Guatita": El jugador puede pellizcar el abdomen del Burro de un modo doloroso.
"Pernil": El jugador le pega en la zona del muslo al Burro.
"Orejas": El Jugador con ambas palmas frota las orejas del burro de un modo doloroso.

## La torre
El Palo al decir esta frase, permite que los jugadores armen una torre con las manos empuñadas sobre la espalda del Burro. Uno de los jugadores dice "Vieja Guatona". Otro dice "Pluma".
Una vez lista la torre, el palo comienza a decir que la torre fue construida en X año y para después decir que en el día de hoy la torre se derrumba. Inmediatamente todos los puños comienzan a caer sobre la espalda del burro. Un jugador dice "Vieja Guatona" y da un golpe en la espalda del burro con el puño cerrado por el lado del dedo meñique. Para rematar suele decir la frase: "Ultimo peldaño cae como pluma", autorizando a un jugador para que simule con su palma extendida, como esta pluma cae suavemente meciéndose durante su caída para finalmente pegar un fuerte golpe al tocar la pluma la espalda.

## Con pegar
Aquí el jugador comienza a cantar la frase "Con pegar" repetitivamente lo cual autoriza a los jugadores a palmotear ininterrumpidamente la espalda del Burro, en forma rítmica con el canto del Palo. La idea es que el Palo de pronto lo intercale con la expresión "Sin Pegar", ante lo cual los jugadores súbitamente deben dejar de pegar. Si algún jugador sigue pegando, es inmediatamente designado como Burro. El palo en medio del canto también suele usar la expresión "Sigan Pegando" ante lo cual los jugadores deben seguir pegando. La idea es que algún jugador se confunda apenas el Palo dice esta frase y deje de pegar pensando que el Palo dirá "Sin Pegar". Si esto ocurre, el jugador será designado como el nuevo Burro.

## La micro llena
Aquí el Palo en medio del juego puede decir "Micro llena con boleto" lo cual autoriza a todos los jugadores a subirse sobre el burro, quien estoicamente debe soportar el peso. Si alguien no se sube, es inmediatamente designado como Burro. Luego el Palo dirá la expresión "Sin Boleto" ante lo cual todos deben bajarse del Burro. El Palo, además puede inducir el error entre los jugadores, al gritar "Micro llena sin boleto". Aquel jugador que erróneamente se sube, es también designado como el nuevo Burro.

## Carta a la abuelita
El Palo con el Burro se colocan de acuerdo en cuál será la "palabra envenenada". Aquel participante que ocupe la palabra envenenada, será el próximo burro. Por ejemplo, puede ser "Querida", o "bien" y en general cualquier palabra excepto "Abuelita". Entonces pasa el primer participante. Usando la punta de sus dedos pulgar e índice, escribe su carta en la espalda del burro. Debe remarcar cada signo de puntuación, como el punto, el punto y coma y los dos puntos mediante golpes. Suponiendo que la palabra es "bien", y si el participante dice en su carta "espero que estés bien", es sin duda el próximo burro, y el burro pasa a ser participante.

## Monos colgando a la cuenta de 10
Como su nombre lo dice, los jugadores tenían un plazo de 10 segundos para colgarse del cualquier objeto, ya sea un árbol, una reja, un columpio, etc.
Lógicamente, el que no alcanzaba a colgarse dentro de los 10 segundos se tenía que colocar de burro.

## Huevos fritos
Los participantes debían tirarse en el suelo y posteriormente comenzar a agitar intensamente sus brazos y piernas y a su vez escupir hacia arriba.
El participante que lo hacía con menos intensidad era el que perdía y se ponía de burro.

## Bernardo O'Higgins revisa sus tropas
Todos los participantes excepto el burro se forman en fila militar y firmemente. El palo va uno por uno dándole un golpe moderado con el puño cerrado con el fin de moverlo. Aquel que pierda la formación es el nuevo burro.
- Datos: Q6139086